# Yoris Grandjean
Yoris Grandjean (Lieja, 20 de marzo de 1989) es un deportista belga que compitió en natación, especialista en el estilo libre.
Ganó dos medallas de bronce en el Campeonato Europeo de Natación en Piscina Corta, en los años 2012 y 2013.

## Palmarés internacional
| Campeonato Europeo en Piscina Corta | Campeonato Europeo en Piscina Corta | Campeonato Europeo en Piscina Corta | Campeonato Europeo en Piscina Corta |
| Año                                 | Lugar                               | Medalla                             | Prueba                              |
| ----------------------------------- | ----------------------------------- | ----------------------------------- | ----------------------------------- |
| 2012                                | Chartres (Francia)                  | Medalla de bronce                   | 4 × 50 m libre                      |
| 2013                                | Herning (Dinamarca)                 | Medalla de bronce                   | 4 × 50 m libre                      |